# 多巴哥元
多巴哥元（英語：Tobagonian dollar）是1814年前多巴哥岛的官方货币。多巴哥元由切分过的西班牙银元和加刻过标记的法国殖民地硬币组成。1多巴哥元等于11比特（bits），1比特等于9便士。1814年英镑成为多巴哥岛的官方钱币。1905年又重新启用了多巴哥元，先是使用特立尼达和多巴哥元，之后使用英属西印度群岛元，再后来又启用了特立尼达和多巴哥元。

## 硬币
1798年，西班牙银元8雷亚尔硬币被打孔，打孔下来金属被制作成1½比特的硬币，硬币上刻有T字，而打孔之后雷亚尔硬币被作为11比特发行。一些法国殖民地硬币被加刻TB标记，被用于面额为1½便士和2¼便士的硬币发行。